# Harry Potter en de Halfbloed Prins (boek)
Harry Potter en de Halfbloed Prins (Harry Potter and the Half-Blood Prince) is het zesde deel in de Harry Potterboekenreeks van de Britse schrijfster J.K. Rowling. Het boek verscheen op 16 juli 2005 00:00 uur (GMT) in Nederland, België, het Verenigd Koninkrijk, de Verenigde Staten van Amerika, Canada, Australië, Nieuw-Zeeland en Zuid-Afrika in het Engels. De Nederlandse vertaling van Wiebe Buddingh' kwam uit op zaterdag 19 november 2005.

## Het verhaal

### Schoolvakantie
Cornelis Droebel brengt een bezoek aan de Britse Dreuzelpremier. Het blijkt dat Droebel als Minister van Toverkunst werd opgevolgd door Rufus Schobbejak, de voormalige nummer één op het schouwershoofdkwartier. Droebel fungeert nog wel als woordvoerder en hij bespreekt met de Dreuzelpremier de rampspoed die de Dreuzelwereld de voorgaande weken is overkomen. Het blijkt dat een aantal Dooddoeners (volgelingen van de herrezen Voldemort) verantwoordelijk is voor rampen als wervelstormen, plotseling instortende bruggen en diverse onverklaarbare moorden, en dus niet de regering, zoals de tegenstander van de dreuzelpremier had gezegd. De premier was zeer verontwaardigd door het bericht, omdat hij niet kon vertellen dat dooddoeners verantwoordelijk waren voor de rampen. Niemand zou hem geloven. Het weten dat het niet zijn fout was maar het niet kunnen vertellen was voor hem veel erger dan dat als het wel echt zijn fout was. De Dooddoeners zijn dus weer volop actief, zowel in de Dreuzelwereld als in de tovenaarswereld.
Severus Sneep, toverdrankleraar van Zweinstein en (mogelijk) dubbelspion, legt een Onbreekbare Eed af aan Narcissa Malfidus, waarin hij belooft dat hij haar zoon, Draco Malfidus, zal helpen bij het uitvoeren van de op dat moment voor de lezer nog onbekende taak waarmee Voldemort hem heeft belast.
Harry Potter wordt al vroeg in de schoolvakantie door professor Perkamentus opgehaald bij zijn oom en tante. Harry ziet dat een hand van Perkamentus zwart en verschrompeld is. Perkamentus wimpelt een vraag van Harry erover af en vertelt hem dat hij alle bezittingen van Sirius Zwarts geërfd heeft en dus ook diens huis en de huis-elf Knijster. Harry wil noch het huis, noch Knijster houden. Hij stuurt Knijster naar de keukens in Zweinstein - waar andere huiselfen hem in de gaten kunnen houden - en geeft het huis van Sirius, Grimboudplein 12, aan de Orde van de Feniks zodat het gebruikt kan blijven worden als hoofdkwartier. Daarna neemt Perkamentus hem mee naar het huis van een tovenaar, Hildebrand Slakhoorn, om hem over te halen weer les te komen geven op Zweinstein. Het gesprek verloopt stroef, maar wanneer Perkamentus even naar het toilet gaat weet Harry Slakhoorn over te halen. Harry wordt daarna door Perkamentus afgezet bij Het Nest, het huis van de Wemels. Voordat Perkamentus vertrekt, vertelt hij Harry dat hij hem dit jaar privéles zal geven. Bij Het Nest komen ze Tops tegen, die er erg mager uitziet en nu muisbruin in plaats van zuurstokroze haar heeft. In Het Nest wordt hij herenigd met Hermelien Griffel en de Wemels, waaronder zijn beste vriend Ronald - afgerond Ron - Wemel. Ginny en Hermelien leggen uit dat Tops haar Transformagie niet meer kan beheersen omdat ze zich schuldig voelt om Sirius' dood, omdat zij met Bellatrix van Detta, Sirius' moordenaar vocht voor Bellatrix hem doodde. Ook blijkt dat Fleur Delacour, uit het vierde boek, met Bill Wemel gaat trouwen. Mevrouw Wemel en Ginny vinden het vooruitzicht om Fleur in de familie te hebben niet echt prettig. Ginny noemt Fleur daarom ook "Zeur".  
De Wegisweg is aanmerkelijk minder aantrekkelijk geworden door de vele dichtgetimmerde winkels (door toedoen van de Dooddoeners) en het bange en haastige publiek. Zelfs de toverstokkenwinkel van Olivander is gesloten. Wanneer Harry, Ron en Hermelien er hun inkopen doen (beveiligd door Hagrid) komen ze Draco Malfidus tegen, die samen met zijn moeder een nieuw gewaad wil aanschaffen. Draco wordt kwaad wanneer Madame Mallekin zijn mouw wil opstropen. Harry vermoedt dat Draco het teken van de Dooddoeners op zijn arm heeft en niet wil dat ze het ziet. Wanneer het gezelschap even later een bezoekje brengt aan Tovertweelings Topfopshop, de winkel van Fred en George Wemel, de tweelingbroers van Ron die vorig jaar per bezem van Zweinstein zijn vertrokken, zien ze Malfidus de Verdonkeremaansteeg in lopen en volgen ze hem. Bij Odius & Oorlof, een winkel in in- en verkoop van duistere zaken, zien ze hoe Malfidus van de eigenaar wil weten hoe hij iets moet repareren en dat de eigenaar iets voor Malfidus in bewaring moet houden. Daarna bedreigt Malfidus hem met iets wat Harry niet kan zien en met een controle door Fenrir Vaalhaar. Harry concludeert hieruit dat Malfidus zijn vader heeft vervangen als Dooddoener en dus een volgeling van Voldemort is. Ron en Hermelien geloven dit niet omdat Malfidus nog veel te jong en onervaren is.
Weer teruggekomen in Het Nest ontvangen Harry, Ron en Hermelien de resultaten van hun S.L.IJ.M.B.A.L.-examens. Harry heeft net een graad te laag gehaald om door te mogen met het schoolvak Toverdranken, dat hij nodig heeft als hij Schouwer wil worden.

### De Halfbloed Prins
Tijdens de reis naar Zweinstein wordt Harry uitgenodigd voor de lunch door professor Slakhoorn. Het blijkt dat Slakhoorn in de vroegere jaren dat hij lesgaf steeds getalenteerde leerlingen en leerlingen met goede connecties om zich heen verzamelde. Dit groepje noemde hij de "Slakkers". Blijkbaar hervat hij die traditie, want Harry komt terecht in zo'n groepje leerlingen dat voldoet aan de eisen van Slakhoorn. Tot zijn verrassing is Ginny er ook. Slakhoorn zag haar een prachtige demonstratie geven van de Vleddervleerspreuk en vermoedt bij haar veel talent. Harry blijft piekeren over het gedrag van Draco en maakt nog tijdens de treinreis gebruik van een mogelijkheid om, verstopt onder zijn onzichtbaarheidsmantel in het bagagerek boven Draco's hoofd, de gesprekken af te luisteren. Draco zegt inderdaad dat hij een opdracht moet uitvoeren, maar verder wordt Harry niet veel wijzer. Draco heeft Harry echter opgemerkt en als iedereen de trein heeft verlaten, verlamt Draco Harry en breekt zijn neus door er op te trappen. Terwijl de trein alweer bijna vertrekt wordt Harry ontdekt door Tops. Zij begeleidt hem naar de school (die zwaar bewaakt wordt) en repareert zijn neus. Harry merkt op dat ze er nog slechter uitziet, en haar Patronus is veranderd in een enorme hond.
Het blijkt dat Slakhoorn les gaat geven in Toverdranken, in plaats van Sneep, en omdat hij niet zulke hoge eisen stelt als Sneep, kan Harry toch door met Toverdranken. Omdat Harry geen boeken heeft gekocht mag hij er tijdelijk één gebruiken uit de kast die in het klaslokaal staat. Het boek blijkt door de vorige eigenaar volgeschreven te zijn met allerlei aanwijzingen bij de recepten. Dit zijn zulke goede aanwijzingen en correcties dat Harry, die al tijdens de eerste les besluit zo'n handgeschreven aanwijzing op te volgen, ineens uitblinkt in Toverdranken en zelfs een toverdrank wist te maken die ook voor Hermelien lastig was. Hij wint direct een prijs: een flesje geluksdrank, Felix Fortunatis. De vorige eigenaar van het boek was iemand die zich "de Halfbloed Prins" noemt, maar wie dit is, weet Harry niet. In het boek staan ook enkele spreuken die de "Prins" zelf bedacht heeft.
Ondertussen krijgt Harry zijn eerste privéles van professor Perkamentus. In deze les krijgt Harry te zien (door middel van een herinnering van Bob Klare, een medewerker van het Ministerie) hoe de moeder van Voldemort verliefd werd op Marten Vilijn senior en hoe ze uiteindelijk ontsnapte aan de tirannie van haar vader. In de herinnering zijn ook twee sieraden te zien: het Medaillon van Zwadderich en de Ring van Asmodom. Die ring ziet Harry aan het einde van de les liggen in de kamer van Perkamentus. Hij herinnert zich dat Perkamentus die ring al om had toen ze op bezoek gingen bij Slakhoorn, en realiseert zich dat de hand van Perkamentus geblakerd moet zijn geraakt in dezelfde tijd dat hij de ring vond. Hij vraagt het aan Perkamentus, maar die wil opnieuw niet zeggen wat er is gebeurd.
Harry is aanvoerder van het Zwerkbalteam geworden en moet een nieuw team samenstellen. Na drie Jagers (onder wie Katja Bell en Ginny Wemel) en twee Drijvers te hebben gekozen, moet Harry een Wachter kiezen uit twee kandidaten: de eerste is zijn vriend Ron en de tweede een zevendejaars, Magnus Stoker. Ron doet het beter, dus wordt hij Wachter. Later bekent Hermelien aan Harry dat ze Stoker behekst had om Ron te laten winnen. 
Omdat ze Hagrid al een tijd niet hebben gezien en hij ze zelfs negeert als hij ze tegenkomt, vermoeden ze dat dat is gekomen doordat ze zijn vak Verzorging van Fabeldieren hebben laten vallen. Hoewel hij het niet toegeeft, blijkt Hagrid inderdaad beledigd, maar hij draait bij als de drie vrienden beweren dat ze het alleen maar hebben gedaan, doordat het niet in hun rooster paste. Als ze dan ook nog met hem meeleven wanneer hij vertelt van de doodzieke Aragog, zijn lievelingsspin, is alles weer bij het oude.
Het eerste uitje van dat jaar naar Zweinsveld was in meer dan één opzicht vervelend. Het was een ijskoude dag met een harde wind die het buiten zijn al onaangenaam maakte. Bovendien bleek Zonko's Fopmagazijn dichtgespijkerd te zijn. Na wat gedronken te hebben in De Drie Bezemstelen, gingen ze terug naar de school. Onderweg liepen ze achter Katja Bell en haar vriendin Lia. Plotseling rees Katja met uitgestrekte armen in de lucht. Het bleek dat ze was vervloekt door een ketting die in een pakketje zat dat ze van 'iemand' had gekregen. Ze had de ketting slechts aangeraakt door een minuscuul gaatje in haar handschoen. Ze moest heel lang worden behandeld in het ziekenhuis, met als gevolg dat Harry ook een Jager kwijt was. Hij spreekt zijn vermoeden uit dat Draco verantwoordelijk moet zijn, omdat hij denkt dat de ketting bij Odius & Oorlof vandaan komt. Hij heeft geen bewijs, dus er wordt door de anderen verder geen aandacht aan besteed.
De tweede privéles leert Harry meer over het jonge leven van Voldemort. De hoogzwangere Merope Mergel verkoopt het medaillon aan Caractus Oorlof, omdat ze dringend geld nodig heeft. Later bevalt ze in een weeshuis van een zoon en vertelt ze dat het kind Marten Asmodom Vilijn moet heten, "Marten" naar de vader van het kind, "Asmodom" naar haar eigen vader. Kort daarna sterft ze, terwijl haar kind in het weeshuis blijft. Als de jonge Marten bijna 11 jaar is, zoekt Perkamentus hem op in het weeshuis en vertelt hem dat hij een tovenaar is en les kan krijgen op Zweinstein. Het blijkt dat hij andere kinderen pest en voorwerpen verzamelt, als een soort trofeeën. Ook wordt voor Harry duidelijk dat Voldemort al op jonge leeftijd zelfstandig en gesloten was, geen vrienden had en alles alleen deed.
Professor Slakhoorn geeft een uitgebreid feest ter gelegenheid van de naderende kerstvakantie en de Slakkers mogen een introducé meenemen. Harry vraagt Loena mee, als goede vriendin, die daar erg blij mee is. Hij stelt met zijn keus vele meisjes teleur, want volgens Ron had hij iedereen kunnen meekrijgen. Een daarvan is Regina Valster en zij steekt haar bewondering niet onder stoelen of banken en heeft Harry al een aantal cadeautjes gegeven, waaronder een doos Chocoketels. Hermelien heeft Magnus Stoker uitgenodigd, vooral om Ron een hak te zetten. Tijdens het feestje probeert Draco onuitgenodigd binnen te komen. Sneep neemt hem mee en confronteert hem met zijn ongelukkige acties. Harry is ze onder zijn onzichtbaarheidsmantel gevolgd en hoort de twee praten over een opdracht en een meester, maar wat hem vooral opvalt is dat Sneep aanbiedt Draco ergens mee te helpen. Dit bevestigt Harry in zijn vermoeden omtrent Draco en Sneep.

### Kerst
Harry gaat in de kerstvakantie met Ron mee naar Het Nest. Hij wordt op een avond bezocht door de nieuwe Minister van Toverkunst Rufus Schobbejak en zijn assistent Percy Wemel. Percy zegt niet veel tegen Harry of zijn familie. De reden van dit bezoek is dat Rufus een voorstel heeft voor Harry. Hij probeert Harry over te halen en later te dwingen om de mascotte te worden van het Ministerie om hoop te geven aan de magische bevolking. Hij wil laten zien dat Harry, de Uitverkorene, achter het beleid van het Ministerie van Toverkunst staat. Harry weigert dit echter, vooral vanwege de gedragingen van het ministerie in het voorgaande schooljaar. Schobbejak is beledigd maar merkt schamper op dat Perkamentus er net zo over dacht. Schobbejak en Percy vertrekken weer en laten Harry en de Wemels weer verdergaan met hun kerstdiner.
Harry legt zijn vermoeden over Draco en Sneep voor aan meneer Wemel en Lupos. Echter, zoals Hermelien al had voorspeld, reageren beiden hetzelfde: zij vertrouwen Sneep, omdat Perkamentus dat doet. Ze rekenen erop dat Sneep Draco wel onder de duim houdt, mocht hij dat nodig achten.

### Koppeltjes
Verder gebeurt er ook op het gebied van de liefde het een en ander op Zweinstein. Hermelien vraagt Ron mee uit naar het kerstfeestje van Slakhoorn, maar nadat Ron zijn zus Ginny met Daan Tomas heeft zien zoenen, reageert hij zijn woede af op Hermelien en krijgt hij een relatie met Belinda Broom, om wraak te nemen op zowel Ginny als Hermelien, die vroeger gezoend heeft met Viktor Kruml. De jaloerse Hermelien neemt daarom Magnus Stoker mee naar het kerstfeestje, alleen om Ron te pesten. Harry was ook getuige van Ginny en Daans zoenen, waardoor voor hem zijn gevoelens voor Ginny duidelijk worden. Harry is echter bang voor Rons mening. Als Daan en Ginny uit elkaar gaan, weet hij dan ook niet helemaal wat hij moet doen. Uiteindelijk komen Harry en Ginny bij elkaar na een gewonnen Zwerkbalwedstrijd. Vervolgens gaan Ron en Belinda uit elkaar nadat Ron Hermeliens naam uitsprak toen hij vergiftigd was waarna er signalen zijn dat het tussen Hermelien en Ron iets zal gaan worden.

### Gruzielementen
Kort na de vakantie krijgt Harry een nieuwe uitnodiging voor een les van Perkamentus. In deze derde les vertelt Perkamentus over de eerste jaren van Voldemort op Zweinstein. Ook ziet Harry via de hersenpan dat Voldemort een bezoek brengt aan zijn oom Morfin en dat uit dat bezoek afgeleid kan worden dat Voldemort de ring met de zwarte steen in bezit heeft genomen (de ring van Asmodom Mergel) en zijn vader en grootouders heeft vermoord. Die daad heeft hij vervolgens geraffineerd in de schoenen van zijn oom geschoven. Een volgende herinnering laat een verminkt gesprek zien tussen professor Slakhoorn en Voldemort. De laatste vraagt aan Slakhoorn wat hij weet van Gruzielementen. Slakhoorn wordt boos en zegt dat hij er niets van weet en dat Voldemort er niet meer op terug mag komen. Volgens Perkamentus is de herinnering door Slakhoorn bewust verminkt omdat hij zich er voor schaamt. Perkamentus zegt tegen Harry dat de herinnering cruciaal is voor het begrijpen van het mysterie van Voldemort en geeft Harry de opdracht de werkelijke herinnering aan Slakhoorn te ontfutselen. Harry's eerste poging loopt faliekant mis, waardoor Slakhoorn hem door heeft en hem gaat vermijden. Harry hoopt wel te slagen als Ron de doos Chocoketels van Regina Valster per ongeluk aanziet voor een van zijn verjaarscadeaus. De chocola blijkt gevuld met een liefdesdrank bedoeld voor Harry. Hij brengt Ron naar Slakhoorn met de bedoeling weer in een goed blaadje bij hem te komen. Na een gelukt tegengif maakt Slakhoorn een fles open om te toosten. Ron neemt een grote slok en valt stuiptrekkend op de grond. Harry reageert attent door hem een bezoar in de mond te stoppen. Ron overleeft, maar Harry's poging is opnieuw mislukt. In de tussentijd probeert Harry ook nog te ontdekken wat Draco in zijn schild voert; zo laat hij Dobby en Knijster Draco volgen om zo te ontdekken wat die allemaal uitvoert. Harry beseft na hun verslag dat Draco iets uitvoert in Kamer van Hoge Nood. Hij verwaarloost daardoor zijn opdracht en Perkamentus is duidelijk teleurgesteld, maar hij laat Harry in de vierde les een herinnering zien waaruit duidelijk wordt dat Voldemort twee waardevolle voorwerpen ontfutselt aan juffrouw Orchidea: de beker van Huffelpuf en het Medaillon van Zwadderich. De laatste is door zijn moeder (voor heel weinig) verkocht aan Odius & Oorlof en via hen bij Orchidea terechtgekomen. De huiself Hompy krijgt de schuld van de dood van juffrouw Orchidea. Een laatste herinnering laat een Voldemort zien die op sollicitatiegesprek komt bij Perkamentus. Hij heeft zich dan al omringd met Dooddoeners en Perkamentus weigert hem aan te nemen. Voldemort gaat vervolgens woedend weg. Perkamentus vertelt tot slot aan Harry dat sinds dat gesprek geen enkele leraar Verweer tegen de Zwarte Kunsten het langer heeft uitgehouden dan een jaar. 
Harry weet niet hoe hij Slakhoorn kan overtuigen. Als hij een briefje van Hagrid krijgt met de boodschap dat zijn favoriete reuzenspin Aragog is overleden besluit hij het geluk af te dwingen door een slokje te nemen uit het flesje Felix Fortunatis. Tegen alle logica in gaat hij naar Hagrid die Aragog gaat begraven. Onderweg komt Harry Slakhoorn tegen die, als hij hoort dat de spin dood is, wel belangstelling heeft voor het spinnengif. Na een aantal toasts op het leven van Aragog raakt Slakhoorn aangeschoten en weet Harry hem op zijn gemoed te werken. Uiteindelijk geeft Slakhoorn de echte herinnering aan Harry. Het blijkt dat Voldemort aan hem heeft gevraagd of het mogelijk is om zeven Gruzielementen te maken. Omdat het afsplitsen van de ziel (het creëren van een Gruzielement) gepaard gaat met een moord is Slakhoorn geschokt. Immers, het maken van één Gruzielement is al weerzinwekkend, laat staan zeven. Perkamentus vermoedt dat Voldemort dat wel gedaan heeft. Omdat in zo'n Gruzielement een deel van de ziel van Voldemort huist, kan die pas sterven als alle Gruzielementen (stukjes ziel) vernietigd zijn. Twee van deze Gruzielementen zijn al vernietigd: het dagboek van Marten Vilijn en de Ring van Asmodom. Bij het vernietigen van de laatste is de hand van Perkamentus geblakerd. Hij wilde de ring omdoen en werd het slachtoffer van een vloek. Die had hem normaal gesproken gedood, maar Sneep zag kans de vloek (tijdelijk) op te sluiten in de hand. Onduidelijk op dat moment is of er inderdaad zeven Gruzielementen zijn en welke voorwerpen Voldemort daarvoor heeft gebruikt.
Vlak voor de Zwerkbalfinale ontdekt Harry op de Sluipwegwijzer bij toeval Draco in een wc in het gezelschap van Jammerende Jenny. Als hij op onderzoek uit gaat, vindt hij Draco in tranen. Draco ziet hem in de spiegel en zonder waarschuwing vuurt hij een vervloeking op Harry af. In het daar op volgende duel vuurt Harry de Sectrumsempra spreuk op Draco af. Hij weet het effect van de spreuk niet, omdat hij hem zonder verdere uitleg vond in het boek van de Halfbloed Prins. Draco blijkt onder de heftig bloedende wonden te zitten. Sneep is gearriveerd en stelpt het ergste. Hij beveelt Harry zijn Toverdranken boek op te halen en brengt Draco naar de ziekenzaal. Hij verwisselt zijn boek met die van Ron en kan zo Sneep om de tuin leiden. Hij verstopt uiteindelijk wel zijn eigen exemplaar in de Kamer van Hoge Nood op aandringen van Ginny en Hermelien. Wel moet hij als straf elke zaterdag bij Sneep vervelende klussen doen, waardoor hij de Zwerkbalfinale mist.
Professor Perkamentus ontdekt een volgend Gruzielement van Voldemort in een grot aan de zee. Hij neemt Harry mee om het Gruzielement te vernietigen, maar voordat ze vertrekken vraagt Harry aan Ron en Hermelien om Malfidus en Sneep in de gaten te houden, en, omdat hij een aanval verwacht, om het restant van Felix Fortunatis te verdelen onder de Strijders van Perkamentus. Het Gruzielement wordt met diverse betoveringen zeer zwaar bewaakt en om het uiteindelijk te verkrijgen moet Perkamentus een grote hoeveelheid vergif opdrinken. Hij geeft Harry de taak ervoor te zorgen dat hij blijft drinken ongeacht de uitwerking. Harry doet dit en ze bemachtigen het Gruzielement (het blijkt te gaan om het medaillon van Zwadderich), maar Perkamentus is erg verzwakt. Ze worden tevens aangevallen door Necroten, de dode bewakers van het Gruzielement. Na hun ontsnapping arriveren ze in Zweinsveld, maar ze krijgen de schrik van hun leven wanneer het Duistere Teken boven Zweinstein zweeft.

### De slag bij de Astronomietoren
Ze haasten zich naar de school en komen aan bij de Astronomietoren. Wanneer Draco Malfidus naar boven komt, verlamt Perkamentus Harry (die onder zijn Onzichtbaarheismantel zit) om vervolgens ontwapend te worden door Malfidus. Malfidus zegt dat het zijn taak is Perkamentus te doden, wat hij geprobeerd heeft met de ketting en de wijn. Ook heeft hij met behulp van twee identieke Verdwijnkasten Dooddoeners binnengelaten die nu beneden vechten met leden van de Orde van de Feniks. De ene Verdwijnkast was op Zweinstein, in de Kamer van Hoge Nood, de tweede in Odius & Oorlof. Perkamentus vraagt hem over te lopen naar de goede kant, omdat hij niet gelooft dat Draco echt slecht is, maar voordat Malfidus kan beslissen arriveren er enkele Dooddoeners. Omdat Draco niet in staat is Perkamentus te vermoorden, doet Sneep dit met de Avada Kedavra-vloek. Door de schokgolf van de spreuk van Sneep valt Perkamentus van de Astronomietoren af. Met hun missie volbracht vluchten Malfidus en Sneep.
Harry, die inmiddels weer kan bewegen, rent hen achterna en komt midden in het gevecht terecht. Hij sprint naar de uitgang van het kasteel, waar Hagrid de Dooddoeners probeert tegen te houden de poort te bereiken. Vanaf de poort kunnen de Dooddoeners verdwijnselen. Harry haalt Sneep in en ze duelleren. Sneep weet elke vloek van Harry te pareren, maar doet geen poging terug te vechten. Wanneer Harry de sectumsempra-spreuk probeert, onthult Sneep dat hij de Halfbloed Prins is. Sneep weet dan te ontsnappen, waarop Harry de rest op de hoogte brengt van Perkamentus' dood en Sneeps verraad. Professor Anderling neemt tijdelijk de leiding van de school op zich en terwijl de rest van de school net wakker wordt, zingt Felix een klaaglied voor Perkamentus. 
Bill is zwaar toegetakeld tijdens het gevecht, en omdat hij door een weerwolf is aangevallen zal hij nooit meer de oude worden. Mevrouw Wemel is verbaasd wanneer ze ziet dat Fleur nog steeds met Bill wil trouwen en de twee maken het goed. Tops ziet dat hoewel Bill gebeten en dus gedeeltelijk weerwolf geworden is, Fleur nog steeds met hem wil trouwen. Ze confronteert Lupos hiermee en onthult dat ze al heel lang verliefd is op hem. Lupos durft de stap echter niet te nemen, omdat hij ouder, arm en te gevaarlijk is (hij is immers een weerwolf). Tops' liefdesverdriet is de oorzaak van haar bruine haar (ze is door de stress haar vermogen tot transformeren kwijt) en de verandering in haar patronus. Tops, Molly, Arthur en professor Anderling proberen Lupos om te praten.
Tot zijn grote schrik ontdekt Harry dat het Gruzielement dat ze gevonden hebben, nep is. Het bevat wel een briefje waarin ene R.A.Z. zegt dat hij het echte Gruzielement heeft en dit zal vernietigen en dat hij hoopt dat, wanneer Voldemort zijn gelijke vindt, hij weer sterfelijk zal zijn. Hermelien is erachter gekomen dat Sneeps moeder Ellen Prins heette en dat zijn vader een Dreuzel was. Vandaar de naam Halfbloed Prins.

### De begrafenis
Perkamentus krijgt een eervolle begrafenis op het terrein van Zweinstein en velen komen een laatste eer aan hem bewijzen, waaronder ook de Meermensen en de Centauren. Hagrid draagt zijn lichaam naar het midden. Dan verschijnen er plotseling vlammen en ligt Perkamentus in een witte tombe.
Op de begrafenis wordt Harry opnieuw benaderd door Schobbejak, maar Harry wijst zijn aanbod opnieuw af. Ook weigert hij iedereen, behalve Ron en Hermelien, iets te vertellen over het Gruzielement, aangezien hij dit beloofd had aan Perkamentus.
Harry deelt zijn twee beste vrienden mee dat hij het volgende schooljaar mogelijk niet terugkeert naar Zweinstein. Hij wil het volgende schooljaar benutten om de resterende Gruzielementen te vernietigen en Voldemort (en zo nodig professor Sneep) te doden. Ron en Hermelien zeggen dat ze met hem meegaan en Harry weet dat, voordat de moeilijke tocht zal beginnen, hij nog één zomervakantie kan doorbrengen met zijn vrienden.

## Trivia
- Volgens de tijdlijn die aangehouden wordt bij de Harry Potter boeken, speelde dit verhaal zich af in 1996-1997. Dit zou betekenen dat de Dreuzelpremier John Major is. Dit wordt niet bevestigd in het boek. Aan het einde van dit verhaal, om precies te zijn op 2 mei 1997 zou Tony Blair het ambt overnemen.

- Nadat professor Slakhoorn Ron het tegengif voor het liefdesdrankje heeft gegeven en hem feliciteert met zijn verjaardag noemt hij Ron Rupert. Rupert Grint is de acteur die de rol van Ron speelt in de films van Harry Potter. Natuurlijk is dit geen fout in het boek maar gewoon een foutje van het personage Slakhoorn, waarna Harry tegen Slakhoorn zegt dat zijn naam eigenlijk Ron is. In het Engelse boek wordt de naam Ralph gebruikt, en deze is vertaald tot Rupert.

- De trap op de kaft van de Nederlandse editie is gebaseerd op de trap uit het Kasteel van La Rochefoucauld.